# رود بیورئو
رودخانهٔ بیورئو، (به انگلیسی: Bjoreio) یک رودخانه، در شهرستان اَیدفیورد، در استان وستلند، در کشور نروژ است.
این رودخانه، از دریاچهٔ تین هولن واقع در فلات هاردانگر، از ارتفاع ۱۲۱۳ متر بالاتر از سطح دریا، به سمت شمال غربی، از جمله از میان درّه بیورئو، جاری شده؛ از دریاچهٔ اَیدفیورد، عبور کرده و به مرکزی‌ترین بخش هاردان‌گرفیورد، می‌ریزد. قطعه رودخانه کوتاهی که از دریاچه  اَیدفیورد، تا هاردان‌گرفیورد،  کشیده می شود، رودخانه اِیو، نام دارد. حوضه آبریز رودخانهٔ بیورئو، ۶۲۷ کیلومتر مربع مساحت دارد.